# TF1 Séries Films
Ne doit pas être confondu avec HD1 (homonymie).
TF1 Séries Films initialement intitulée HD1 est une chaîne de télévision généraliste nationale française gratuite du Groupe TF1 consacrée au cinéma, au court-métrage et à la fiction. Elle a commencé sa diffusion le 12 décembre 2012 à 13 h sous le nom de HD1, qu'elle a conservé jusqu'au 29 janvier 2018.
La chaîne est disponible sur la TNT, le câble, le satellite, la télévision par xDSL et sur Internet via son site web.

## Historique de la chaîne

### Projet d'une nouvelle chaîne TNT
Devant hériter d'un canal bonus grâce à l'arrêt de la télévision analogique, le choix du Groupe TF1 pour une nouvelle chaîne TNT porte sur TV Breizh, renommée sous le nom de tv-b. Cependant, la Commission européenne ordonne la cession des canaux bonus qui devaient être attribués aux principaux acteurs de la télévision hertzienne avant l'arrivée de la TNT, c'est-à-dire au Groupe TF1, au Groupe Canal+ et au Groupe M6. Le choix de TV Breizh est donc abandonné.

### 2012 - 2018: HD1
En mars 2012, le CSA auditionne le groupe TF1 à la suite de son appel pour la diffusion de six chaînes nationales en haute définition sur la TNT. Le groupe TF1 présente HD1 comme étant « la chaîne de toutes les narrations ». Le 27 mars 2011, le CSA confirme qu'HD1 fera partie de ces 6 chaînes HD (pour haute définition). Une convention est signée le 6 juillet 2011.
Le 10 octobre 2011, le nom HD1 est confirmé sur le site officiel de TF1 Publicité.

### 2018: TF1 Séries Films
Le 18 octobre 2017, TF1 annonce que HD1 va changer son nom pour TF1 Séries Films, ce qui a eu lieu le 29 janvier 2018 à 20 h 55.

## Identité graphique

### 2011 - 2018
Le logo de HD1 apparaît la première fois lors de son audition, le 14 mars 2011. Il représente un cercle coloré à l'intérieur duquel les lettres H et D ainsi que le chiffre 1 sont inscrits. Le logo est présenté en plusieurs déclinaisons. En effet, il existe différentes couleurs du cercle : en vert clair, en jaune, en bleu foncé, en bleu clair, en violet et en rouge.
Néanmoins, dès novembre 2012, un nouveau logo est présenté avant même que l'ancien apparaisse sur les écrans. Cette nouvelle identité visuelle diffère par la suppression du cercle, le changement de typographie et n'est présent qu'en une seule couleur, le bleu.

Logo HD1 (2011-2018)
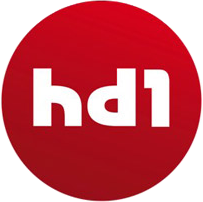
Prototype du logo de HD1 en 2011.
Logo de HD1 du 12 décembre 2012 au 29 janvier 2018.

### 2018 -
Le changement de nom, le 29 janvier 2018, est accompagné d'un nouveau logo, ainsi que d'un nouvel habillage conçu par l'agence 17MARS. En dehors des jingles pubs présentant des ellipses de décors, des lamelles rectangulaires en trois dimensions servent à effectuer les transitions mais aussi les jingles.
Le logo de la chaîne reprend celui de TF1 mais est plus étiré, les lettres étant plus espacées. Les couleurs sont aussi changées, utilisant un dégradé bleu foncé vers bleu turquoise.
Le 1 du logo sert d'ailleurs de source de lumière, lorsque le logo entier s'anime, faisant ainsi apparaître la mention "Séries Films".
Le 9 mars 2020, le logo est légèrement modifié, revenant au format original du logo de TF1. La mention "Séries Films" est aussi écrite dans une couleur plus foncée au lieu du gris argent. Cependant, l’habillage antenne reste identique.

Logo TF1 Séries Films (2018-
Logo de TF1 Séries Films du 29 janvier 2018 au 9 mars 2020.
Logo de TF1 Séries Films depuis le 9 mars 2020.

### Voix off
- Hervé Lacroix (depuis 2013)
- Raphaëlle Valenti (depuis 2013)

### Slogans
- Du 12 décembre 2012 au 29 janvier 2018 : « Toutes les histoires sont sur HD1 ».
- Depuis le 29 janvier 2018 : « La chaîne 100% séries et films ».

## Programmes
TF1 Séries Films propose des fictions policières, des sitcoms, des séries et des sagas familiales mais aussi des programmes courts et du cinéma (allant du film grand public aux films de patrimoine ou d'auteurs et des courts métrages).
La chaîne est consacrée entièrement à l'univers de la fiction, avec 250 films de cinéma par an et des fictions télévisuelles, dont des créations propres, parmi lesquelles des programmes courts diffusés à partir du printemps 2013.
La chaine reste spécialisée dans la diffusion de films et séries après son renommage.

### Séries télévisées
Séries françaises
- Alice Nevers
- Camping Paradis
- Clem
- Demain nous appartient
- Ici tout commence
- Joséphine, ange gardien
- Julie Lescaut
- Mes amis, mes amours, mes emmerdes...
- Munch
- Nos chers voisins
- No Limit
- Pep's
- R.I.S Police scientifique
- Seconde Chance
- Section de recherches
- Sœur Thérèse.com
- Sous le soleil (saison 1-13)
- Un gars, une fille depuis le 2 juillet 2023
- Une famille formidable
- Vive la colo !

 Séries américaines
- Amour, Gloire et Beauté depuis le 4 septembre 2023
- Dr House
- Ghost Whisperer
- Gossip Girl
- Drop Dead Diva
- Grey's anatomy
- Les Experts
- Les Experts : Manhattan
- New York, police judiciaire
- New York, section criminelle
- New York, unité spéciale

### Émissions
- Petits Plats en équilibre
- Clap
- Au nom de la vérité
- Petits secrets entre voisins
- Petits secrets entre famille

## Présentateurs
- Laurent Mariotte : Petits Plats en équilibre (rediffusions)
- Anaïs Grangerac : Clap, magazine culturel (rediffusion)

## Audience

### Records d'audience
Le 28 avril 2016 à 20 h 50, HD1 diffuse le film Jurassic Park 3, sorti en 2001. Ce dernier réunit 938 000 téléspectateurs, soit 4,1 % du public, derrière TMC et W9. C'est le premier record d'audience notable de la chaîne. Le canal 20 de la TNT est alors 7e des audiences nationales, derrière TMC et W9, mais la chaîne arrive parfois, sans faire de records, à se classer 5e chaîne nationale et 1re chaîne de la TNT.
Le 1er novembre 2016 à 20 h 50, HD1 diffuse un épisode de la série Section de recherches. Cet épisode bat le record historique de la chaîne établi en avril, en réunissant 1,1 million de téléspectateurs, soit 4,3 % du public selon Médiamétrie. C'est la première fois de son histoire que la chaîne dépasse le million de téléspectateurs.
Le 22 décembre 2016 à 20 h 55, HD1 diffuse le premier épisode de la saison 8 de Section de recherches, réunissant 1 123 000 téléspectateurs, soit 4,3 % du public.
Le 26 avril 2017 à 20 h 50, HD1 diffuse un épisode de la série Section de recherches. Cet épisode bat le record historique de la chaîne établi en novembre, en réunissant 1,37 million de téléspectateurs, soit 5,5 % du public selon Médiamétrie.
Le 26 avril 2021 à 21 h, TF1 Séries Films propose une soirée hommage à l'acteur Yves Renier en diffusant deux épisodes de la série Commissaire Moulin. Le premier épisode de la soirée bat le record historique du canal 20 en réunissant 1,43 million de téléspectateurs (5,4 % du public) en audience consolidée (J+7) .

### Audiences générales
|      | Janvier | Février | Mars    | Avril  | Mai    | Juin   | Juillet | Août   | Septembre | Octobre | Novembre | Décembre | Moyenne annuelle |
| ---- | ------- | ------- | ------- | ------ | ------ | ------ | ------- | ------ | --------- | ------- | -------- | -------- | ---------------- |
| 2012 | -       | -       | -       | -      | -      | -      | -       | -      | -         | -       | -        | 0,5 %**  | 0,5 %**          |
| 2013 | 0,5 %** | 0,5 %** | 0,5 %** | 0,6 %  | 0,6 %  | 0,6 %  | 0,5 %** | 0,7 %  | 0,7 %     | 0,7 %   | 0,7 %    | 0,7 %    | 0,6 %            |
| 2014 | 0,9 %   | 0,9 %   | 0,8 %   | 1,0 %  | 1,0 %  | 1,0 %  | 1,0 %   | 1,0 %  | 0,9 %     | 0,9 %   | 1,0 %    | 1,0 %    | 0,9 %            |
| 2015 | 1,0 %   | 1,1 %   | 1,1 %   | 1,2 %  | 1,2 %  | 1,3 %  | 1,2 %   | 1,2 %  | 1,3 %     | 1,3 %   | 1,2 %    | 1,4 %    | 1,2 %            |
| 2016 | 1,3 %   | 1,4 %   | 1,4 %   | 1,9 %  | 1,9 %  | 1,9 %  | 1,9 %   | 2,1 %  | 1,9 %     | 2,0 %   | 2,0 %    | 1,9 %    | 1,8 %            |
| 2017 | 1,9 %   | 2,0 %   | 1,9 %   | 1,9 %  | 1,9 %  | 2,0 %  | 2,2 %   | 2,2 %  | 1,7 %     | 1,7 %   | 1,6 %    | 1,7 %    | 1,9 %*           |
| 2018 | 1,8 %   | 1,7 %,  | 1,7 %,  | 1,7 %, | 1,7 %, | 1,9 %  | 2,0 %   | 2,1 %  | 1,7 %,    | 1,7 %,  | 1,7 %,   | 1,5 %    | 1,8 %            |
| 2019 | 1,7 %   | 1,8 %   | 1,6 %   | 1,7 %  | 1,7 %  | 1,7 %  | 1,7 %   | 1,8 %  | 1,8 %     | 1,8 %   | 1,7 %    | 1,8 %    | 1,8 %            |
| 2020 | 1,7 %,  | 1,7 %,  | 1,7 %,  | 1,7 %, | 1,8 %, | 1,8 %, | 2,2 %   | 2,1 %  | 1,6 %     | 1,8 %   | 1,7 %,   | 1,7 %,   | 1,8 %            |
| 2021 | 1,7 %   | 1,6 %,  | 1,6 %,  | 1,7 %, | 1,7 %, | 1,7 %, | 2,1 %   | 2,5 %* | 2,1 %,    | 2,1 %,  | 2,0 %    | 1,8 %    | 1,9 %*           |
| 2022 | 1,7 %,  | 1,7 %,  | 1,7 %,  | 1,7 %, | 1,6 %  | 1,7 %  | 1,8 %   | 1,9 %  | 1,8 %     | 1,6 %   | 1,5 %,   | 1,5 %,   | 1,7 %            |
| 2023 | 1,4 %   | 1,5 %   | 1,6 %,  | 1,6 %, | 1,5 %  | 1,6 %  | 1,4 %   | 1,9 %  | 1,7 %     | 1,8 %   | 1,9 %    | 2,0 %    | 1,7 %            |
| 2024 | 1,9 %,  | 1,9 %,  | 1,9 %,  | 2,1 %  | 2,0 %  | 2,2 %  | 1,7 %   | 1,4 %  | 1,5 %,    | 1,5 %,  | 1,5 %,   | 1,6 %    | 1,8 %            |
| 2025 | 1,7 %,  | 1,7 %,  | 1,8 %   | 2,0 %  |        |        |         |        |           |         |          |          |                  |

Légende :

* : maximum historique.
** : minimum historique.
Meilleur score mensuel de l'année.
Moins bon score mensuel de l'année.

## Organisation

### Dirigeants
Président :
- Fabrice Mollier : depuis 2012

Directrice générale de TF1 Séries Films :
- Céline Nallet : depuis 2012

### Capital
TF1 Séries Films est détenue à 100 % par le Groupe TF1.

### Siège
Le siège de TF1 Séries Films est situé dans la tour TF1, immeuble de 45 000 m2 construit par Bouygues Construction au 1 quai du Point du Jour à Boulogne-Billancourt dans les Hauts-de-Seine.

## Diffusion
TF1 Séries Films bénéficie de deux modes de diffusion hertzien, en HD natif, via la TNT (à l'aide d'une antenne râteau) pour 25 % des Français concernés par la phase 1, et via la TNS ou Télévision numérique par satellite (nécessitant l'utilisation d'une antenne parabolique) pour une desserte surfacique supérieure à 99 % de la France métropolitaine via l'offre gratuite Fransat transitant par le satellite Eutelsat 5WA, vecteur utilisé également par les opérateurs TV Orange et Bis TV. La chaîne est disponible sur les offres Canal et TNT Sat depuis janvier 2015. Via la TNT et TNS-Fransat, la numérotation LCN est appliquée (sélection no 20).
Depuis octobre 2022, TF1 Séries Films, ainsi que les chaines gratuites de la TNT du groupe TF1 sont accessibles gratuitement en free to air, via le satellite Astra 1. Cette diffusion fait suite à une interruption momentanée de la diffusion en cryptée auprès des abonnés Canal+ et TNTSAT, à la suite d'un différend commercial. Toutefois, malgré la reprise des émissions en crypté au sein des bouquets Canal+ et TNTSAT, cette diffusion en free to air continue. La diffusion de TF1 Séries Films est donc assurée gratuitement dans la quasi-totalité de l'Europe Continentale.
TF1 Séries Films est disponible sur la TNT, le câble, le satellite et les réseaux xDSL et fibre optique :
- TNT : canal 20.
- La TV d'Orange : canal 20 sur ADSL / Fibre
- Bouquet TV de SFR : canal 20.
- Bbox : canal 20.
- Freebox TV : canal 20.
- Numericable : canal 20.
- Fransat : canal 20.
- TNT Sat : canal 20.
- Canal : canal 59 (ou canal 20 en numérotation TNT).